# 吴琠墓
吴琠墓是清保和殿大学士兼刑部尚书吴琠（1637—1705年）的墓地，位于中国山西省长治市沁县故县镇下清河村坟上自然村，已列为长治市文物保护单位。

## 保护
1986年7月，吴典坟公布为第一批沁县文物保护单位。
2012年12月，吴琠墓公布为第五批长治市文物保护单位，古建筑类，年代为元。